# Piélagos
Piélagos è un comune spagnolo di 20 081 abitanti situato nella comunità autonoma della Cantabria, comarca di Santander. Si affaccia a nord sul Mar Cantabrico ed è situato sull'asse Santander - Torrelavega, centro industriale e residenziale della regione.
Il comune è composto da 12 località compreso il capoluogo Renedo, distante 21 km da Santander, capitale della Cantabria. L'evoluzione demografica nel XX secolo è sempre stata positiva ad eccezione di un periodo a cavallo degli anni sessanta in coincidenza con problemi delle industrie locali. L'età media è di 39 anni, indice di un prevalere degli adulti e dei giovani rispetto agli anziani e vecchi.
Tradizionalmente l'economia della zona si basava sull'allevamento del bestiame, ma nel corso del XX secolo si è avuto una variazione in favore dell'industria e dei servizi. Grazie alla bellezza della costa e alle buone infrastrutture presenti lo sviluppo del turismo e l'attività edilizia sono notevoli anche se non sempre nel rispetto della natura.
La distribuzione della popolazione attiva sulla base del settore d'impiego registra infatti che solo il 5% si dedica all'agricoltura e all'allevamento del bestiame, di fronte al 18,9% dell'industria, al 14,5% della edilizia e al 61,7% del settore terziario dei servizi.
Con 8 km di costa, Piélagos può vantarsi di sette spiagge, tra le quali merita citare quella di Valdearenas, (letteralmente valle di sabbia) situata allo sbocco del fiume Pas, all'interno del Parco nazionale delle dune di Liencres, fissate dalla presenza nel parco di una pineta di pini marittimi. Questa spiaggia, assieme a quella di Canallave a lei adiacente, è molto frequentata dai turisti e dai surfisti locali.

## Storia
Nel territorio comunale esistono moltissime cavità dalle quali sono emersi oggetti e decorazioni delle pareti con graffiti e dipinti rupestri, che attestano la presenza umana nella zona con continuità dal paleolitico al periodo castrense delle tribù cantabre fino alla dominazione romana e al medioevo, epoca a cui risalgono le prime citazioni scritte di località dell'attuale comune di Piélagos. Da questi documenti risulta che intorno all'anno 1000 si costruirono chiese attorno alle quali si formarono dei nuclei abitati che dipesero dall'Abadia di Santillana del Mar fino alla presa di potere da parte di Garci Fernandez Manrique signore del luogo al quale subentrò Gonzalo Ruiz de la Vega a seguito della concessione del re Alfonso XI nel 1335 che si consolidò nel 1444 con Iñigo Lopez de Mendoza grazie all'elargizione del re Giovanni II che lo nominò anche marchese di Santillana del Mar.
Il nuovo signore si inimicò le popolazioni della zona che si videro private del regime di realengo di dipendenza diretta dal re che la esercitava tramite suoi governatori lasciando però una certa autonomia amministrativa ai Consigli nominati dalla popolazione. A nulla valsero le proteste di diversi consigli della zona che chiesero al re Giovanni II il ripristino del realengo, perché il re non prese in considerazione questa richiesta. I Consigli decisero allora di ricorrere alle vie legali intentando un processo che va sotto il nome di Pleito de los Valles che soltanto oltre un secolo dopo, nel 1581 con la sentenza della Real Chancilleria de Valladolid si risolse con la vittoria delle Valli e il ritorno al realengo delle diverse località che formarono la Provincia de las nueve Valles le cui Juntas si riunivano in Puente San Miguel e che fu il germe da cui nacque poi la provincia di Cantabria sancita nel 1773 dal re Carlo III.
Nel periodo detto Triennio liberale dal 1820 al 1822 fu abolito il regime feudale e quindi anche la signoria su Pielagos. Come tante altre località anche Pielagos si eresse in comune costituzionale e lo stesso fece Arce. I due comuni nel 1835 si riunirono in un unico comune da cui si staccò nel 1980 la località di Rumoroso passata a far parte del comune di Polanco. Il comune prese il nome di Pielagos con capoluogo in Renedo, come è attualmente.

## Monumenti e luoghi d'interesse
Il territorio municipale è ricco di grotte (cuevas) e cavità d'interesse sia archeologico che speleologico, quasi tutte hanno le pareti con graffiti e figurazioni pittoriche di arte rupestre rappresentanti animali, in particolare si fanno notare la Cueva de Santan, la Cueva del Calero II dove fu trovato materiale databile dal Neolitico al medioevo, le Cuevas Covalejos I y II, ed altre. Fa parte del patrimonio archeologico di Pielagos la Estela de Zurita, una stele circolare in pietra del diametro di 2 metri e dello spessore di 20 centimetri con figurazioni di difficile interpretazione, una delle maggiori stele fra quelle di diverse dimensioni trovate in Cantabria. Sono dotate di un basamento perché possano stare verticali e si pensa che fossero stele funerarie, altri le collegano al sole che era venerato dai popoli celti. Questa stele si trova ora al Museo de Prehistoria y Arquelogia de la Cantabria.
Di interesse sono pure il Castillo de Liencres, resti di una fortezza medievale su una collina che porta i segni della guerra civile spagnola del 1936-39 con bunker, trincee, postazioni per armi, cavità naturali utilizzate come depositi di viveri e munizioni, la Torre de Santiyan ad Arce del XIII secolo, la Casa de los Bustamante a Renedo del 1670, la Casa de Juan de la Tornera ad Arce del XVII secolo, la Casa de la Famillia del Molino Real del XVIII secolo a Barcenilla, la Casa de los Ceballos del XVIII secolo a Quijano, il Palacio del Marqués de la Conquista Real dei secoli XVII - XVIII a Peredo dichiarata BIC (Bien de Intéres Cultural), il Palacio de la Llana a Zurita, costruito a blocchi nei secoli XVII, XVIII, XIX, il Palacio de los condes de Mortera del XX secolo a Mortera, il Palacio de la Flor de Carandía del XVII secolo a Pereda, il Palacio de los Tiros del XVII secolo ad Oruña, il Palacio de la Rueda del XVIII secolo a Zurita, il Puente sobra el rio Pas del 1572, dichiarato BIC, il Puente Real di Barcenilla del XVIII secolo, anch'esso dichiarato BIC, il Parco nazionale delle dune di Liencres.
Nel patrimonio religioso sono da notare le chiese di Santa Maria del 1226 a Barcenilla, di Santa Eulalia a Liencres, dei secoli XVII-XVIII, di San Julian del 1709 a Zurita, di San Martin del 1712 a Zurita, di Santa Eulalia del XVIII secolo ad Oruña, della Asuncion ad Arce del XVII secolo con torre del XVIII, di Santa Maria a Renedo, di origine medioevale ma rifatta nel XVII secolo, di San Vicente di Vioño dei secoli XVII-XVIII, della Immaculada Concepcion y San Julian del 1886 a Mortera. Fra le numerose ermitas, cappelle e santuari sono da citare l'Ermita de Santa Ana del XVI secolo ad Arce, la Capilla de San Miguel del XVII secolo a Quijano, il Santuario de la Virgen de Valencia a Vioño del 1622, la Ermita de San Gregorio y San Antonio del XVII secolo a Barcenilla, la Ermita de San Antonio del 1724 a Rebedo, la Ermita de N.tra S.ra de la Concepcion del 1729 ad Arce e la Ermita de San Miguel del XX secolo ad Arce.

## Feste
Molte sono le feste sacro e profane allo stesso tempo che si svolgono secondo la consuetudine spagnola in cui dopo i riti religiosi si svolge la festa con musica, danze, gare sportive e manifestazioni del folclore locale. Le romerias sono pellegrinaggi ai santuari con accompagnamento di danze tipiche seguiti da colazioni campestri e feste con musica, canti, balli e giochi. Il calendario delle feste prevede il 9 aprile la festa di San Gregorio a Barcena, il 13 giugno San Antonio a Renedo con la messa solenne e poi la romeria ed inoltre il Concurso de ganado cioè di animali d'allevamento, la Feria (fiera) di prodotti gastronomici tipici e molte gare sportive, il 2 luglio ad Arce Virgen de la Soledad, il 25 luglio Santiago in Liencres, il 26 luglio ad Arce Santa Ana con romeria, il 10 agosto a Vioño San Lorenzo, il 17 agosto San Roque a Quijano ed anche a Boo, il 31 agosto a Mortera San Ramon Nonato, la prima domenica di settembre N.tra S.ra de la Cianca a Parbayón, l'8 settembre a Vioño Virgen de Valencia, festa che in effetti comincia il 31 agosto con diverse gare sportive, festa montanara, ed esibizioni musicali nella domenica precedente l'8 settembre e l'11 novembre a Basconilla San Martin.